# Orosz férfi kosárlabda-válogatott
Az orosz férfi kosárlabda-válogatott Oroszország férfi nemzeti kosárlabda csapata, amelyet az Orosz kosárlabda-szövetség (oroszul: Российская Федерация Баскетбола, magyar átírásban: Rosszijszkaja Fegyeracija Baszketbola) irányít. Egyszeres olimpiai bronzérmesek (2012) és egyszeres Európa-bajnokok (2007). A világbajnokságon két alkalommal szereztek ezüstérmet (1994, 1998).
2022. március 1-jén Oroszország Ukrajna ellen indított katonai inváziója miatt a FIBA felfüggesztett minden orosz válogatottat és klubcsapatot, melyek kizárásra kerültek a nemzetközi kupasorozatokból.

## Története
A Szovjetunió felbomlásával a szovjet válogatott is megszűnt és 1992-ben létrehozták Oroszország kosárlabda-válogatottját. az első nemzetközi torna, melyen részt vettek az 1993-as Európa-bajnokság volt, ahol ezüstérmet szereztek. Az 1994-es világbajnokságon is bejutottak a döntőbe, amit elveszítettek az Egyesült Államok ellen 137–91 arányban. Az 1995-ös Európa-bajnokságon a hetedik helyen zártak, majd két évvel később az 1997-es tornán Franciaországot győzték le 108–89 arányban a bronzmérkőzésen. Az 1998-as világbajnokságon is bejutottak a döntőbe, de ezúttal is csak az ezüstérem jutott számukra, miután a döntőt elveszítették 64–62-re Jugoszláviával szemben. Az 1999-es Európa-bajnokságon a negyeddöntőig jutottak. A 2000. évi olimpiai játékokon a 8. helyet szerezték meg. A 2001-es Európa-bajnokságot a hatodik, a 2002-es világbajnokságot a tizedik helyen zárták. A 2003-as és a 2005-ös Európa-bajnokságon is a negyeddöntőig jutottak, ahol Franciaország és Görögország bizonyult jobbnak. A 2004. évi olimpiai játékokra és a 2006-os világbajnokságra nem sikerült kijutniuk. 2007-ben az orosz válogatott története legnagyobb sikerét aratta, amikor megnyerték a spanyolországi Európa-bajnokságot. A döntőben a rendező spanyolokat sikerült legyőzniük 60–59 arányban. A 2008-as pekingi olimpiai játékokon mindössze egy mérkőzést sikerült megnyerniük és már a csoportkör után kiestek. A 2009-es Európa-bajnokságot és a 2010-es világbajnokságot egyaránt a hetedik helyen zárták. 2011-ben ismét felállhattak a dobogóra, miután bronzérmet szereztek a kontinenstornán. A 2012-es londoni olimpiai játékokon Argentínát győzték le a harmadik helyért rendezett mérkőzésen és megszerezték a bronzérmet. A 2013-as Európa-bajnokságon már a csoportból sem sikerült továbbjutniuk. A 2016-os riói és a 2020-as tokiói nyári olimpiai játékokra nem sikerült kijutniuk, a 2024-es tokiói játékokon pedig nem vehettek részt a felfüggesztés miatt. A 2015-ös Európa-bajnokságon a csoportkör után búcsúztak, a 2017-es Európa-bajnokságon bejutottak az elődöntőbe, amit elveszíttek Szerbiával szemben 87–79-re, majd Spanyolországtól is kikaptak 93–85-re a bronzmérkőzésen. A 2019-es világbajnokságon bejutottak a második csoportkörbe és végül a 12. helyen zártak.
Oroszország Ukrajna elleni katonai inváziója miatt a FIBA kizárt minden orosz válogatottat és klubcsapatot a nemzetközi kupasorozatokból.

## Eredmények
| Olimpiai játékok | Olimpiai játékok         | Olimpiai játékok         | Olimpiai játékok         | Olimpiai játékok         |
| Év               | Eredmény                 | M                        | Gy                       | V                        |
| ---------------- | ------------------------ | ------------------------ | ------------------------ | ------------------------ |
| 1936-1992        | A Szovjetunió része volt | A Szovjetunió része volt | A Szovjetunió része volt | A Szovjetunió része volt |
| 1996             | Nem jutott be            | Nem jutott be            | Nem jutott be            | Nem jutott be            |
| 2000             | 8.                       | 7                        | 3                        | 4                        |
| 2004             | Nem jutott be            | Nem jutott be            | Nem jutott be            | Nem jutott be            |
| 2008             | 9.                       | 5                        | 1                        | 4                        |
| 2012             | Bronz                    | 8                        | 6                        | 2                        |
| 2016             | Nem jutott be            | Nem jutott be            | Nem jutott be            | Nem jutott be            |
| 2020             | Nem jutott be            | Nem jutott be            | Nem jutott be            | Nem jutott be            |
| 2024             | Kizárva                  | Kizárva                  | Kizárva                  | Kizárva                  |
| Összesen         | 3/8                      | 20                       | 10                       | 10                       |

| FIBA-világbajnokság | FIBA-világbajnokság      | FIBA-világbajnokság      | FIBA-világbajnokság      | FIBA-világbajnokság      |
| Év                  | Eredmény                 | M                        | Gy                       | V                        |
| ------------------- | ------------------------ | ------------------------ | ------------------------ | ------------------------ |
| 1950-1990           | A Szovjetunió része volt | A Szovjetunió része volt | A Szovjetunió része volt | A Szovjetunió része volt |
| 1994                |                          | 8                        | 6                        | 2                        |
| 1998                |                          | 9                        | 7                        | 2                        |
| 2002                | 10.                      | 8                        | 3                        | 5                        |
| 2006                | Nem jutott be            | Nem jutott be            | Nem jutott be            | Nem jutott be            |
| 2010                | 7.                       | 9                        | 6                        | 3                        |
| 2014                | Nem jutott be            | Nem jutott be            | Nem jutott be            | Nem jutott be            |
| 2019                | 12.                      | 5                        | 3                        | 2                        |
| 2023                | Kizárva                  | Kizárva                  | Kizárva                  | Kizárva                  |
| Összesen            | 5/8                      | 39                       | 25                       | 14                       |

| Európa-bajnokság | Európa-bajnokság         | Európa-bajnokság         | Európa-bajnokság         | Európa-bajnokság         |
| Év               | Eredmény                 | M                        | Gy                       | V                        |
| ---------------- | ------------------------ | ------------------------ | ------------------------ | ------------------------ |
| 1935-1991        | A Szovjetunió része volt | A Szovjetunió része volt | A Szovjetunió része volt | A Szovjetunió része volt |
| 1993             |                          | 9                        | 6                        | 3                        |
| 1995             | 7.                       | 9                        | 5                        | 4                        |
| 1997             |                          | 9                        | 7                        | 2                        |
| 1999             | 6.                       | 9                        | 5                        | 4                        |
| 2001             | 5.                       | 6                        | 4                        | 2                        |
| 2003             | 8.                       | 7                        | 3                        | 4                        |
| 2005             | 8.                       | 6                        | 2                        | 4                        |
| 2007             |                          | 9                        | 8                        | 1                        |
| 2009             | 7.                       | 9                        | 5                        | 4                        |
| 2011             |                          | 11                       | 10                       | 1                        |
| 2013             | 21.                      | 5                        | 1                        | 4                        |
| 2015             | 17.                      | 5                        | 1                        | 4                        |
| 2017             | 4.                       | 9                        | 6                        | 3                        |
| 2022             | Kizárva                  | Kizárva                  | Kizárva                  | Kizárva                  |
| Összesen         | 13/14                    | 103                      | 63                       | 40                       |